# Elisa Anzaldo
Elisa Benedetta Anzaldo (Catania, 14 ottobre 1966) è una giornalista e conduttrice televisiva italiana.

## Biografia
Giornalista professionista dal 1995, entra in Rai dopo aver lavorato in emittenti catanesi. Nel 2003 sposa il magistrato Fabrizio Gandini, conosciuto quando entrambi si occupavano, per le rispettive professioni, del delitto di Cogne, col quale avrà un figlio, Federico Gandini.  Nelle edizioni 2006-2007 e 2007-2008 conduce la sezione giornalistica di Unomattina. Dal settembre 2008 passa alla conduzione del TG1 della notte.
Il 25 maggio 2011 annuncia il suo ritiro dalla conduzione del TG1, in polemica con l'allora direttore Augusto Minzolini, al quale contestava la violazione dei più elementari doveri dell'informazione pubblica, come equilibrio, correttezza, imparzialità e completezza dell'informazione. In questa decisione, seguiva le orme di Maria Luisa Busi, sua collega di redazione e amica, che aveva messo in atto un analogo proposito un anno prima.
Fu cara amica di David Sassoli.
Dal 2013 torna alla conduzione del TG1 prima nell'edizione delle 17, in seguito quella delle 13:30 per poi lasciarla nuovamente nel 2017. Dal 2017 al 2021 è stata a capo della redazione "Società" della testata, che copre diversi argomenti, tra cui la pandemia di SARS-COV-2. Dal 2022 è tornata alla conduzione del telegiornale, stavolta nella rassegna stampa delle 6:30 e nell'edizione delle 20:00. Da luglio 2023 viene nominata vicedirettrice del TG1.

## Premi ricevuti
- Premio Giuseppe Marrazzo (2001)[4]
- Premio Gino Votano (2004)[5]
- Menzione speciale al Premio giornalistico televisivo Ilaria Alpi (2004)[6]

## Controversie
Il 3 agosto 2022, durante la rassegna stampa mattutina del TG1, la conduttrice è stata accusata di aver violato la par condicio elettorale a causa di una battuta nei confronti di Giorgia Meloni. 
Il tutto è iniziato attraverso una discussione sui dubbi relativi alla fede calcistica della leader di Fratelli d’Italia, la quale è stata accusata di aver tradito la fede laziale per passare a quella romanista. Interpellato sulla questione, Alessandro Barbano, che era a condurre insieme alla Anzaldo, ha ironizzato dicendo: «Se peccato è, in questo caso non è il peggior peccato di Giorgia Meloni». La risposta della conduttrice e giornalista è stata: «Ce ne sono tanti altri». La battuta ha smosso non poche polemiche, tra le quali la richiesta di sospensione da parte della Lega.
La giornalista si è successivamente scusata affermando che si è trattato di una battuta "venuta fuori male"